# Polonium(II)-oxid
Polonium(II)-oxid, PoO, ist das zweiwertige Oxid aus der Reihe der Poloniumoxide.

## Gewinnung
Der spontane Zerfall von Polonium(II)-sulfit oder Polonium(II)-selenit lässt unter anderem Polonium(II)-oxid entstehen.

## Eigenschaften
Durch die Hinzugabe einer Alkalie zu Poloniummonoxid kann Poloniumhydroxid gewonnen werden. Das Polonium kann in beiden Verbindung durch Luft oder Wasser in Po4+ oxidiert werden.